# 燃えつきた地図
『燃えつきた地図』（もえつきたちず）は、安部公房の書き下ろし長編小説。『砂の女』『他人の顔』と共に、「失踪」三部作とされている。突然失踪した或るサラリーマンを捜索する探偵が、男の足取りを追って奇妙な事件に遭遇するうち、やがて探偵自身が記憶を見失って失踪する物語。都会という砂漠の迷路の中で捜査の手がかりを求めてさまよう主人公の心象風景を通じ、現代の都市社会の人間関係を描いている。探偵小説と純文学を融合させたスリップストリームと分類されることもある。
1967年（昭和42年）9月30日に新潮社より刊行され、安部自身の脚本により勅使河原宏監督で1968年（昭和43年）6月1日に映画化された。
なお、物語の最終部分は、短編『カーブの向う』（1966年）を一部改稿したものとなっている。

## 作品成立・主題
安部公房は、『砂の女』の主人公は〈逃げた男〉だったが、『燃えつきた地図』では逆に〈追う男〉を主人公にしたとし、「都市……他人だけの[砂漠……その迷路の中で、探偵はしだいに自分を見失っていく。あえて希望を語りはしなかったが、しかし絶望を語ったわけでもない。おのれの地図を焼き捨てて、他人の砂漠に歩き出す以外には、もはやどんな出発も成り立ち得ない、都市の時代なのだから……」と説明している。
そして、失踪者と捜索依頼者との間にできる「新たな関係」をめぐり、現代社会での人間関係について触れて、「農耕社会での人間関係というのは、どちらかというと宿命論的な結びつきだ。それが産業社会になってくると、もっと可変的な、あいまいなものになる。では農耕社会より、結びつきが薄いかというと、複雑になったというだけで、本当はむしろ濃いんだな」と語っている。
都市の本質のイメージが何故〈悪夢〉として形象されるのかについては、「すでに無力になった共同体の言葉で、共同体の対立物である都市を語ろうとするのだから、そのイメージが悪夢めいてくるのも、しごく当然のことなのだ」と説明し、孤独に悩んでいる群衆は都市の言葉を持たず、「内部に他者を喪失した状態」に堕ちこんでいるとし、そこからの「脱出」は都市への方向にしかなく、希望は容易くなく絶望は続くが、「その絶望に向かってとにかく通路を掘るということ」が、「人間の営みというか、仕事なんじゃないかな」と安部は述べている。また、「都市化」の急速な進行に伴う自殺の増加が「時代病」とされていることを指摘しながら、「なんとか、都市の言葉を見つけだし、都市の孤独を病気だと錯覚している、その錯覚に挑戦してみたい。いま必要なのは、けっして都市からの解放などではなく、まさに都市への解放であるはずだ」と説明している。
〈失踪〉という主題に関しては、「失踪とは、やはり現在の共同体の中で疎外感をもっている者が逃亡することだと思う」とし、以下のように語っている。
そしてそれとは違う、もっと意識的な失踪の例として、或るニューヨーク州知事で将来有力な大統領候補とまでいわれた男が失踪し、ニューヨークでタクシー運転手をしていたというアメリカの記事に触れて、この男のような失踪は、かなり「能動的な」失踪だと述べている。

## あらすじ
昭和42年2月、T興信所員の「ぼく」は、半年前に失踪した夫を捜してほしいという依頼を受け、急なカーブの坂道を越え、依頼人の住む団地に向かった。しかし依頼人の女（失踪者の妻）は非協力的であいまいな様子だった。「ぼく」は失踪者の足取りを追い、男が所持していたマッチ箱から、コーヒー店「つばき」を訪れるが手がかりは見つからない。依頼者の妻の弟は、「ぼく」の調査場所に偶然を装い現れたり、怪しい雰囲気だった。「ぼく」はこの調査依頼自体が、失踪者の行方をさらに掩蔽するための陽動作戦かもしれないという疑惑を薄々感じはじめる。
「ぼく」は依頼者の弟（ヤクザ）に、失踪者の日記を見せてもらう約束をするが、日記を見せてもらう前に、弟はヤクザの抗争で殺害された。ぼくは失踪者の会社の部下・田代と接触した。田代から失踪者に関する手がかりとして、失踪者の撮影した女性ヌード写真の情報を得るが、田代はその情報自体が実は自分の嘘だと言った。田代は「ぼく」に弁解し本当の事を話すと言ったが、「ぼく」は耳を貸さずにいた。その後、田代は首吊り自殺をし、「ぼく」は興信所に辞表を出した。探偵でなくなった「ぼく」は、まだ何か怪しい匂いのする「つばき」に入店したところで数人の男達に襲われた。
怪我をしながら依頼人の女の家へ行ったところで、「ぼく」の記憶はあいまいになっていき、いつのまにか道路にいた。カーブの向うの町の記憶が思い出せないまま、あるコーヒー店に入ると、見覚えのあるような女がいた。店を出た後、地図にメモしてある電話番号に電話すると、同じ女がやって来るのが見えた。「ぼく」は電話ボックスに身をひそめた。女が「ぼく」を探すのをあきらめたように去っていくと、「ぼく」は彼女と反対の方角へ歩き出した。

## 登場人物
ぼく
T興信所の探偵。失踪者「根室洋」の調査をする。ひげが濃い性質。前職を辞め、妻と別居中。
根室波瑠（依頼人）
失踪者・根室洋の妻。小柄で首が長く、ひょろりとした感じ。昼間からビールばかり飲み、アルコール中毒ぎみ。妊娠8か月。夫の根室洋は34歳。大燃商事販売拡張課長。
依頼人の弟
痩せて細い首。浅黒い肌。眼と眼の間がよりすぎている。攻撃的な印象。微笑がまったく似合わない、敵意の糊で固めたような顔と、夢など見たこともないような乾ききった眼。ヤクザ「大和奉仕団」の組長。売春や男娼のヒモをしている。失踪者と繋がりのある町会議員Mをゆすっている。
コーヒー店「つばき」の主人
鼻風邪をひいたような腫れぼったい顔。この店のマッチ箱を失踪者は持っていた。「つばき」は裏で、臨時タクシー運転手のための私設職業斡旋所の商売をしている。
「つばき」のウェイトレス
22歳前後。小肥りで丸顔。眼が小さく、額にニキビ跡が目立つ。派手好みだが、見栄えのしない仏頂面の小娘。関東訛りが多少残っている。
駐車場の守衛
片眼が赤く充血した老人。違法タクシー斡旋所のことを「つばき」の主人から口止めされている。
大燃商事の常務
失踪者・根室洋の上司。きれいに禿げ上がった頭。ぽってりと肉のついた手。
田代
失踪者・根室洋の部下。若手社員。顔色が悪く、厚い眼鏡の貧相な男。鼻にかかった高めの声。根室洋が失踪前にS駅で書類を渡すことになっていた社員。書類は町会議員M氏に届けるものだったと、田代は言う。
T興信所の主任
「ぼく」の上司。たるんだ顎の肉に、糸をくいこませたような深い皺が幾本も刻み込まれ、化膿した毛穴の跡が、苦瓜のイボのように並んでいる。
F町の郵便局の局長
町会議員M氏宅の隣りにある郵便局の局長。初老の男。
局長の妻
夫と郵便局をやっている。
M燃料店の従業員ら
M氏の経営する燃料店でプロパンガスのボンベの運搬をしている従業員。20歳前後のひょろりとした男と、風化した岩肌を思わせる30歳くらいの太い首の男。
M燃料店の事務員。
おかっぱ頭の少女。白くて肉付きのいい膝小僧。気の強そうな娘。
ラーメン屋台の親父。
マイクロバスの屋台で商売をしている。ひげ面。股の付け根を掻きながら、ラーメンを作る。糖尿病を患っている。
露店の周辺にたむろする男女
与太者風の者たち。依頼人の弟の組員。1人は黒眼鏡で、ひどいガニ股と、ひしゃげたとんがり顎。
労務者たち
屋台の客。飯場暮らし。丹前を着た男、顎の張った大男、毛の薄い人のよさそうな小男の3人。
女子学生
図書館にいた女子学生。鼻の短い、ぽってりとした頬。本の写真をカミソリで切り取っている。
富山
タクシー運転手。失踪者が失踪の前々日に、車を売却した相手。妻（30歳前後）と2人の子供（2歳と4歳の女児）がいる。
ぼくの妻
ぼく（探偵）の別居中の妻。洋裁店「ピッコロ」を経営。小ぢんまりとした体つきで、何を着てもよく似合うので、なるべく目立たない地味な服を着て店に出ている。ぼくの反対を押し切って店を始めた。
「ピッコロ」の店員
美人というほどではないが、華やいだ、あどけない顔立ち。モダンな服を着せられている。
少年
弟の組の少年グループの当番。細いうなじで、きめの細かい肌。中性的な美少年。目だけが異様に暗く狂暴な燃えやすい油のよう。家出少年。少年グループは金持相手に男娼をしている。
サエコ
ヌード写真を撮らせる秘密スタジオのモデル。顔色の悪い顎の張った娘。鼻だけが、やや上向きかげんで整っているほかは、気の強そうな厚い唇と、両頬に変色したニキビ跡の粗末なモデル。顔から想像もつかない見事な形のいい脚。
バーテン
秘密スタジオの隣りのバーのバーテン。バーとスタジオは経営者が同じ。

## 作品評価・解釈
『燃えつきた地図』は、従来の小説の慣習（プロットや人物の自然な展開）を破る安部の前衛的な手法が「長編小説」において最初に活かされた作品とされている。また、「他人への通路の探検」というテーマへの一つの到達点をなした作品だとされ、その後の『箱男』『密会』へと、そのテーマは展開して引き継がれている。
三島由紀夫は『燃えつきた地図』を、安部が小説の中に「会話の天才」を見事に活かし、『砂の女』や『他人の顔』よりも、「はるかに迅速に疾走してみせた小説」だと高評し、以下のように解説している。
ウィリアム・カリーは、『燃えつきた地図』の文体の反復表現の構造を「円環的パターン」と名づけ、それを、疎外された人間のはてしない苦境を見出す構造であると分析しつつ、「終わりのない疎外」という問題の体現を強調するための構造だと述べている。
徐洪は、ウィリアム・カリーの指摘した『燃えつきた地図』の構造分析を敷衍しながら、その反復表現がもたらす表現効果として、「時間の線条性が意味をなさない世界の創造」という効果について考察しながら文体を解析し、以下のように説明している。
そして作品を一つの生地に譬え、「この生地は平らな生地ではなく、反復表現により、多くの襞を持つ生地に作り上げられている」とし、その表現方法で物語の時間を縮めたり、元に戻したりすることにより、「生起順の時間」は意味を持たなくなり、「線条的な時間の概念の廃棄により、因果律は破られる」と考察しながら、「原因はなく結果だけが存在する〈失踪〉という本作品の内容はより浮き彫りになる」と解説している。

## 映画
『燃えつきた地図』は、1968年（昭和43年）6月1日に封切りされた。公開時の惹句は、「都会の迷路から女体のなかまで探し続ける！ 評判の原作、話題の監督が男の魅力で描く本年度最大の問題作！」である。1968年度第42回キネマ旬報ベスト・テンで第8位となった。主演の勝新太郎が新境地を見せた作品である。
『おとし穴』『砂の女』『他人の顔』に続く安部公房原作・脚本、勅使河原宏監督作品で、同コンビとしては最後の作品になる。勝プロダクションと大映が製作し、大映が配給した。DVD『勅使河原宏の世界』に収録されているものや日本映画専門チャンネルで放送されたものはタイトルクレジットが英語になっているが、これは原版が紛失したため外国版を使用したからである。
安部公房自身による脚本は、1968年（昭和43年）、『キネマ旬報』3月下旬号に掲載。1986年（昭和61年）10月5日に創林社より刊行された『安部公房映画シナリオ選』に所収。

### スタッフ
- 監督：勅使河原宏
- 原作・脚本：安部公房
- 製作：永田雅一
- 企画：市川喜一
- 撮影：上原明
- 音楽：武満徹
- 美術：間野重雄
- 編集：中静達治
- 録音：奥村幸雄
- タイトルデザイン：粟津潔

### キャスト
- 男（探偵）：勝新太郎
- 女（依頼人）：市原悦子
- 田代：渥美清 - 失踪人の部下
- 男の妻：中村玉緒
- 依頼人の実弟：大川修
- 喫茶店「つばき」の主人：信欣三
- ヌードモデル：長山藍子
- 「つばき」の女店員：吉田日出子
- タクシーの運転手：田中春男
- 駐車場の管理人：小笠原章二郎
- 大燃商事常務：小松方正
- 少女：笠原玲子
- ヌードスタジオのバーテン：土方弘
- ラーメン屋のおやじ：小山内淳
- 丹前男：守田学
- 小男：飛田喜佐夫
- 大男：佐藤京一
- 黒眼鏡の男：藤山浩二
- 当番の少年：酒井修
- 図書館の女子学生：工藤明子
- 前田燃料店の店員：梅津栄、三夏伸

## ラジオドラマ
- 文芸劇場『燃えつきた地図』（NHK第一）　1972年（昭和47年）11月18日 土曜日 21:05
  - 脚本：能勢紘也。演出：角岡正美。
  - 出演：井川比佐志、条文子
  - ※ 1987年（昭和62年）1月25日に再放送。

## 関連小説
- 短編小説『カーブの向う』　
  - 1966年（昭和41年）、雑誌『中央公論』1月号に掲載。1988年（昭和63年）12月5日に新潮文庫より刊行の『カーブの向う・ユープケッチャ』に収録。
  - 本作を改稿したものが、『燃えつきた地図』の最終部分に挿入。

## おもな刊行本
- 『燃えつきた地図』（新潮社、1967年9月30日）
  - 装画：安部真知。函表文：安部公房。函裏文：三島由紀夫、ドナルド・キーン、大江健三郎。299頁
- 文庫版『燃えつきた地図』（新潮文庫、1980年1月25日、改版2002年）　
  - カバー装画：安部真知。付録・解説：ドナルド・キーン。
  - ※ 2002年改版より、カバー装画：近藤一弥（フォト：安部公房）。
- 『安部公房 映画シナリオ選』（創林社、1986年10月5日）
  - 収録作品：壁あつき部屋、不良少年、砂の女、他人の顔、燃えつきた地図
  - ※ 映画シナリオ版が所収。
- 文庫版『カーブの向う・ユープケッチャ』（新潮文庫、1988年12月5日）　
  - カバー装画：安部真知。付録・解説：菅野昭正。
  - 収録作品：ごろつき、手段、探偵と彼、月に飛んだノミの話、完全映画（トータル・スコープ）、チチンデラ　ヤパナ、カーブの向う、子供部屋、ユープケッチャ
- 英文版『The Ruined Map』（訳：D.E. Saunders）（Tuttle classics、1970年）
- 英文版『Beyond the Curve』（訳：Juliet Winters Carpenter）（Kodansha International、1991年）
  - 収録作品：カーブの向う（Beyond the curve）、無関係な死（An irrelevant death）、夢の兵士（The dream soldier）、デンドロカカリヤ（Dendrocacalia）、使者（The special envoy）、S・カルマ氏の犯罪（The crime of S. Karma）